# Wapenveld

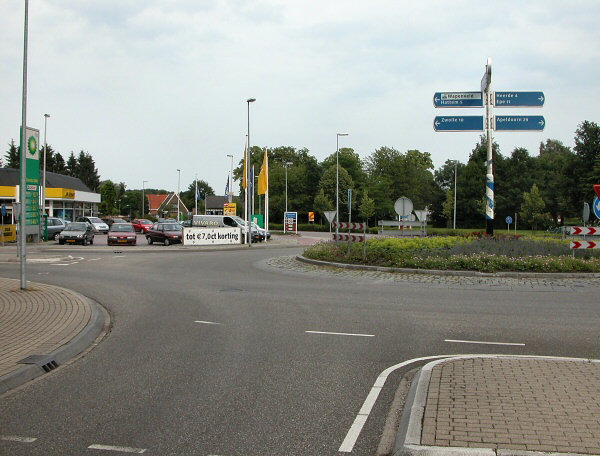
Ingang dorp

Wapenveld (Nedersaksisch: Waop'mvelde) is een dorp in de Nederlandse provincie Gelderland, ongeveer tien kilometer ten zuiden van Zwolle gelegen. Het dorp valt onder de gemeente Heerde en heeft 6.415 inwoners (anno 2023).

## Geografie
Het dorp ligt tussen de rivier de IJssel en de bossen en heidevelden van de Veluwe. Wapenveld bestaat uit een kern van woningen en winkels die voor het grootste deel is gebouwd rond de jaren 1960. Aan de Klapperdijk bevinden zich een groot aantal winkels. In het oosten zijn uitgestrekte weilanden en akkers die tot aan de rivier de IJssel doorlopen. Aan de westzijde van het dorp zijn uitgestrekte bossen die uitnodigen tot wandelen en fietsen.

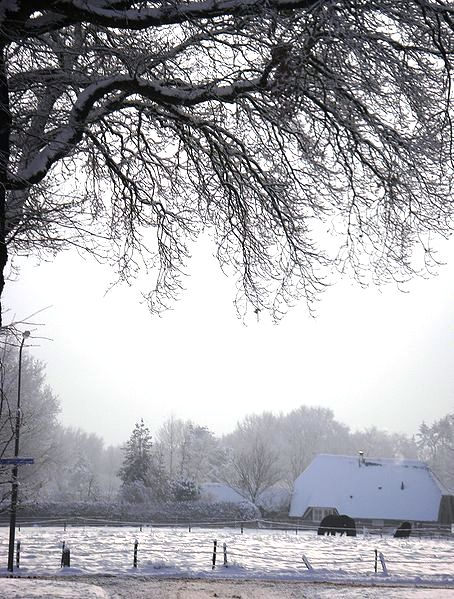
Winter in Wapenveld (Vinkenweg)

Wapenveld is uit twee kernen ontstaan, te weten: Oud-Wapenveld (Bruggenhoek) en het latere Hulsbergen en het komt al voor op een lijst van inkomsten van het Klooster Werden in het Duitse Essen. Door de kanalisering van het riviertje de Grift en de komst van de spoorlijn ontstond een derde kern bij de Manenberg. Het dorp had verschillende benamingen, zoals: Wapengelde, Wapenfeld, Wapenvelde, Waepenvelt en Wapenveld.

## Geschiedenis

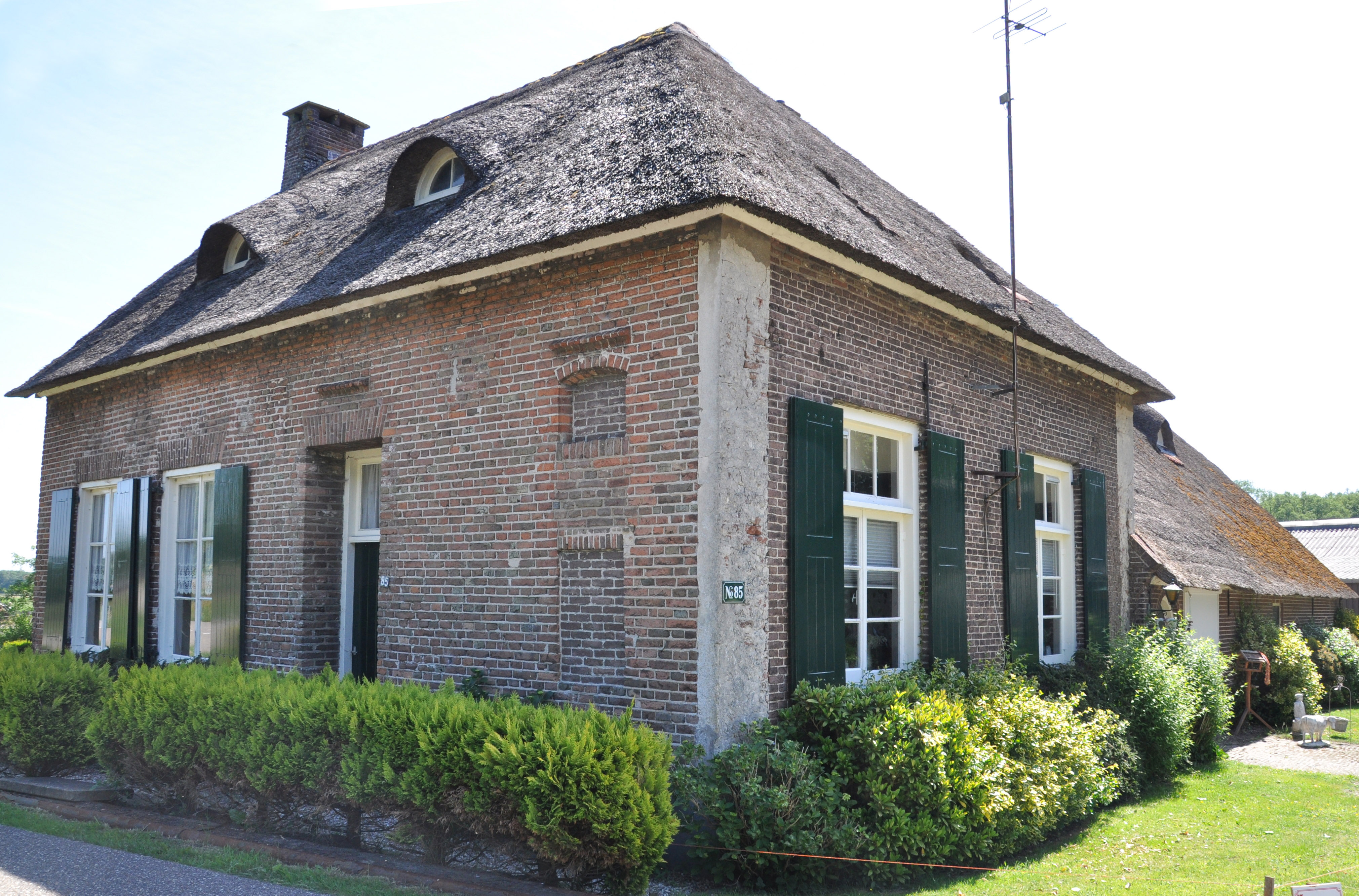
Hulsbergen

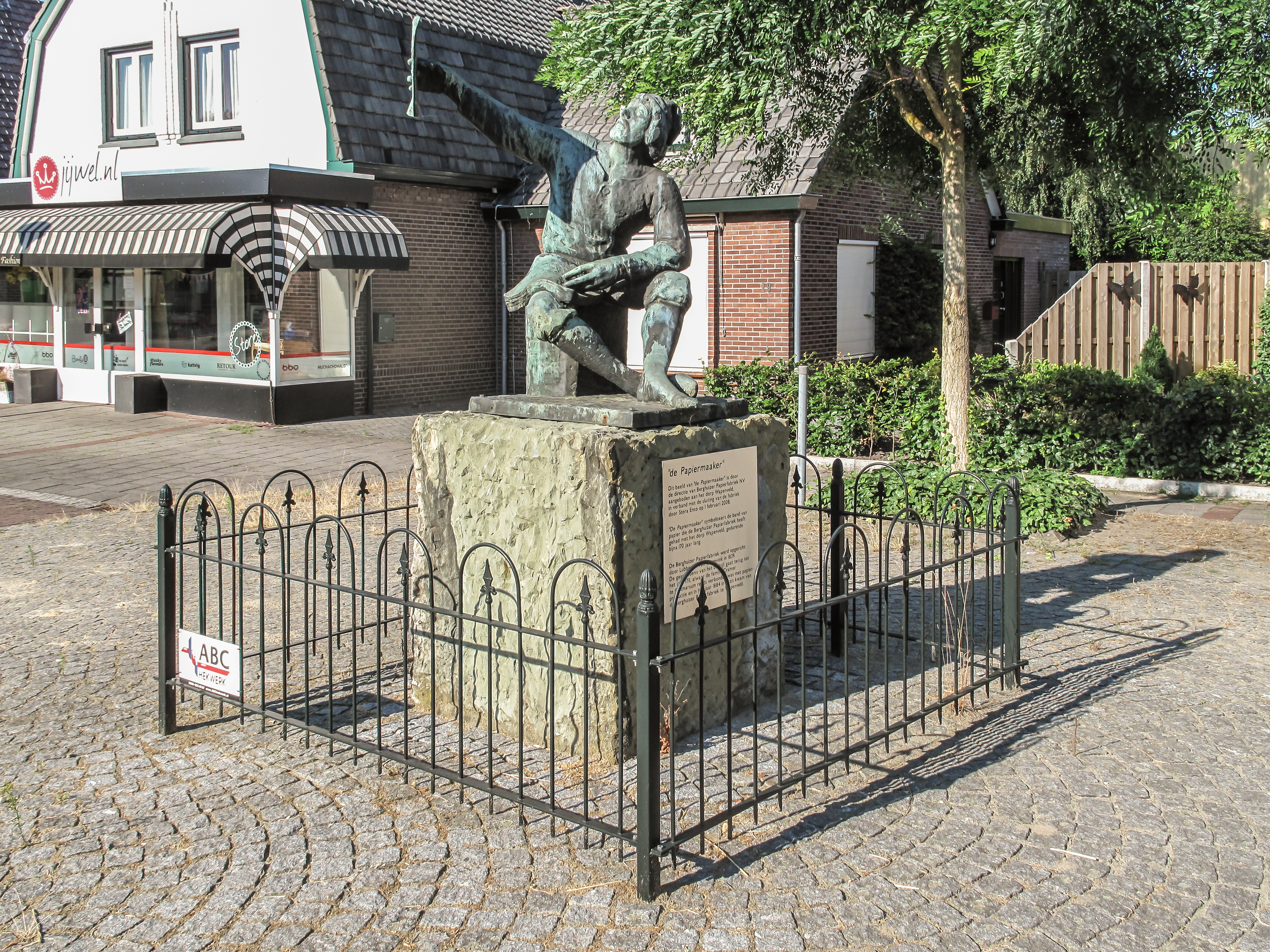
Papiermaker van Berghuizer Papierfabriek

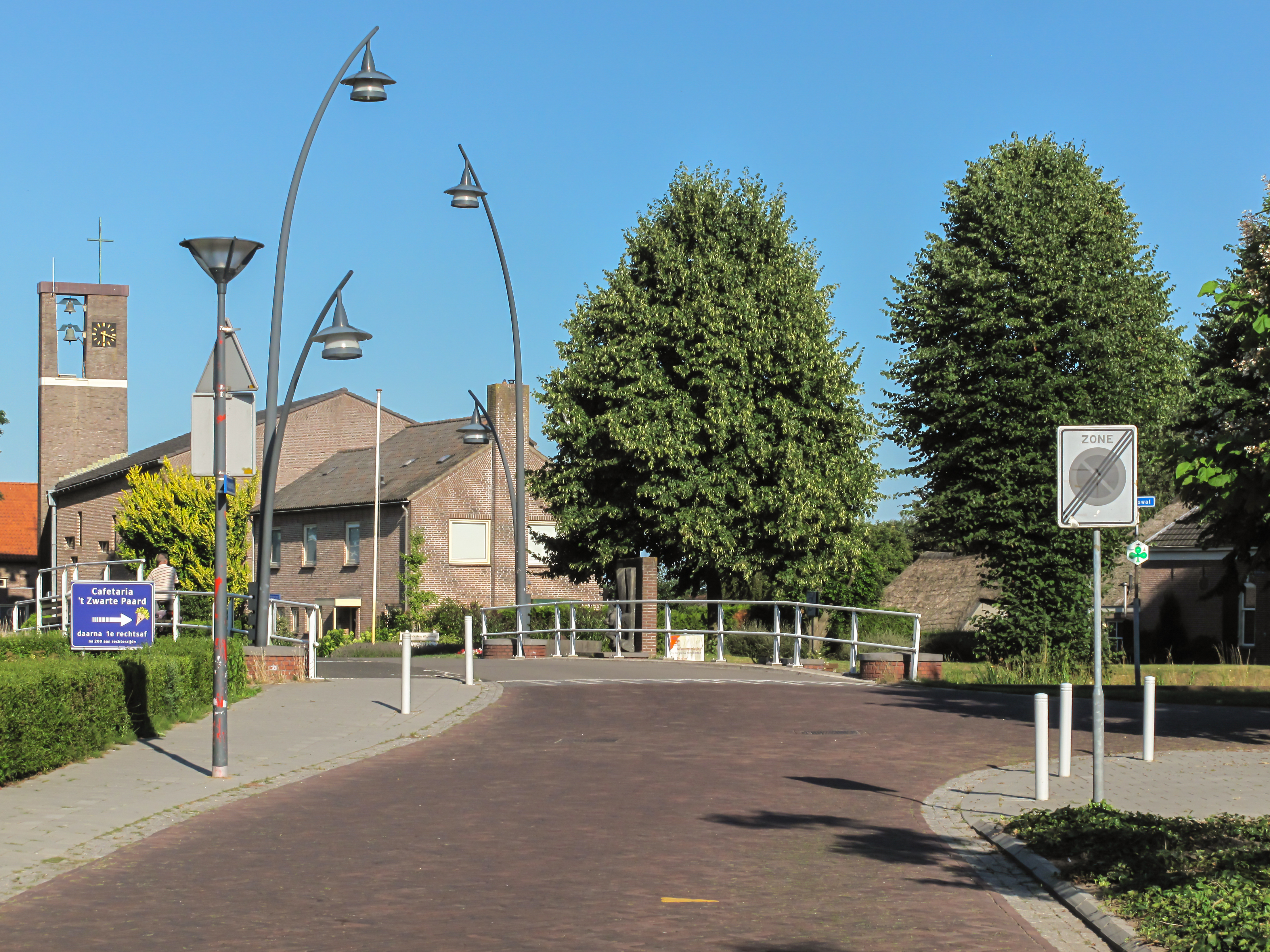
Kerkstraat

### Fraters
Het eerst komt Wapenveld in de beschrijvingen voor als er een fraterhuis Klooster Hulsbergen met kerk gebouwd wordt op een stuk grond, geschonken door Hendrick Bentinck (1360-1431), bij de Grift noordelijk van het huidige Kloosterbos aan de Ellenhoorn. Dit huis van Broeders van het Gemene Leven van de katholieke beweging der Moderne Devotie werd in Hulsbergen gesticht in 1407. De broeders predikten een geestelijk reveil tegen de verloedering van het leven van de clerus en de verruwing van de volkse zeden, ze hadden een steenbakkerij en er werden boeken gekopieerd. Aan het eind van de 15e eeuw nemen de fraters het initiatief tot het aanleggen van de IJsseldijk en het graven van de weteringen, hierdoor kan veel meer land in cultuur gebracht worden. In 1519 stelt Karel van Gelre een waterschap in voor de kerspelen en buurtschappen Vorchten, Wapenveld, Veessen, Hoorn en de stad Hattem.

### Oorlogen
Bij het begin van de Tachtigjarige Oorlog in 1572 werd het klooster in Hulsbergen geplunderd en verwoest door edelen en geuzen in het kader van de opstand geleid door Willem van Oranje.
In 1813 kwamen de Kozakken Nederland bevrijden van de Franse bezetting, ze waren ook in Wapenveld gelegerd. Ter herinnering werd er bij de Revelingseweg een lindeboom geplant. Deze kreeg de naam bevrijdingsboom of herdenkingsboom. Een legende wil dat onder deze linde een paard van Napoleon begraven ligt. Deze boom werd bijna tweehonderd jaar later wegens ziekte omgezaagd, maar in 2006 werd er een nieuwe linde geplant. Na de Franse tijd ontstonden er bij het dorp plaggenhutten, waarin ontheemden uit de oorlog zich blijvend vestigden.
Gedurende de Eerste Wereldoorlog in 1914-1918 was er een interneringskamp bij de Noorderkamp, genaamd "De Duitse Kamp".

### Vooruitgang
Het Apeldoorns Kanaal werd gegraven tussen 1824 en 1829, en later in de 19e eeuw nog verbeterd, zo werden in 1882 de houten sluizen vervangen. Van 1840 tot 1846 werd de weg van Hattem naar Apeldoorn verhard. De gebruikers van deze weg moesten tol betalen. In het midden van de weg lag een 50 cm breed klinkerpad aangezien de paarden voor de wagens de weg vaak stuk liepen. Door de verharding van die weg, de kanalisering van de Grift en de aanleg van de spoorlijn in 1887, werd het dorp veel beter bereikbaar.
Op 29 januari 1838 werd een vergunning afgegeven aan Van Gerrevink om de Berghuizer Papierfabriek te bouwen. Als Wapenveld in 1843 een nieuwe kerk krijgt aan de Manenberg wordt het tot kerkdorp verheven.

### Spoorlijn
Door Wapenveld liep vroeger de spoorlijn van Apeldoorn naar Hattemerbroek, ook wel "Baronnenlijn" genaamd. Op 25 augustus 1887 werd de lijn feestelijk geopend met een stoomtrein met twee wagons. Enkele maanden later werd Station Wapenveld geopend. Zo rond de eeuwwisseling liepen er zes treinen, en in 1934 al veertien treinen per dag. In 1950 werd het personenverkeer gestaakt, terwijl op 24 april 1972 de laatste goederentrein van het baanvak gebruik maakte. Hierna werd de lijn afgebroken, en werd in 1996 een toeristisch fietspad aangelegd.

### Scholen
Er was sinds 1810 een school voor openbaar onderwijs aan het Kanaaldijk bij de Ossenkamp. Daar kwamen later een tweetal scholen bij. Als eerste "De School met den Bijbel", opgericht in 1912, bij de gereformeerde kerk "De Brug" aan de Kanaaldijk. In 1915 werd de "Nederlandse Hervormde Schoolvereniging" opgericht en bij de Manenbergerbrug een school gebouwd, die in 1922 haar deuren opende.

### Kerkgeschiedenis
Zie voor de kerken van Wapenveld en hun geschiedenis: Kerkgeschiedenis van Wapenveld.

### Wateroverlast

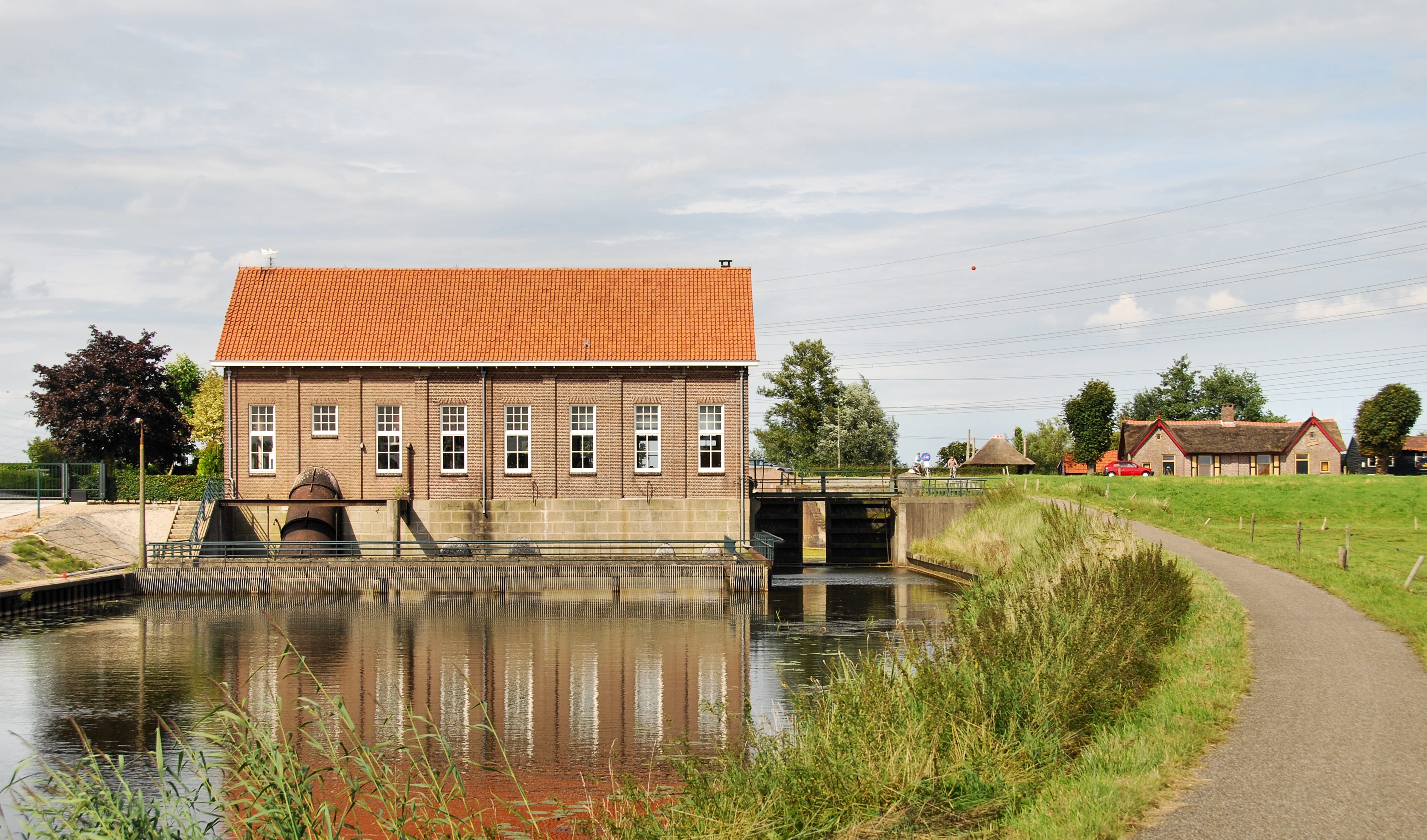
Stoomgemaal Pouwel Bakhuis

Het dorp had veel last van wateroverlast door het vele water dat vanaf de Hoge Veluwe naar de lagere gebieden stroomde. In 1916 werd een vergunning afgegeven voor de bouw van een stoomgemaal, dat het water uit de broeklanden vanuit de al in de 15e eeuw gegraven weteringen de IJssel in kon pompen. Dit is het gemaal "Pouwel Bakhuis".

## Groei

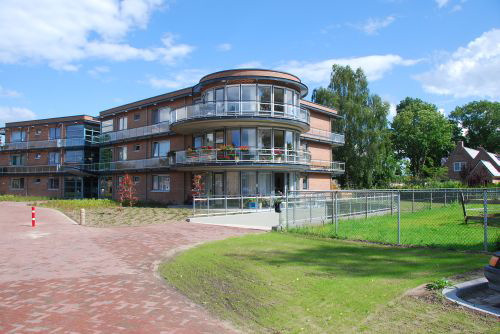
Cramerstraat

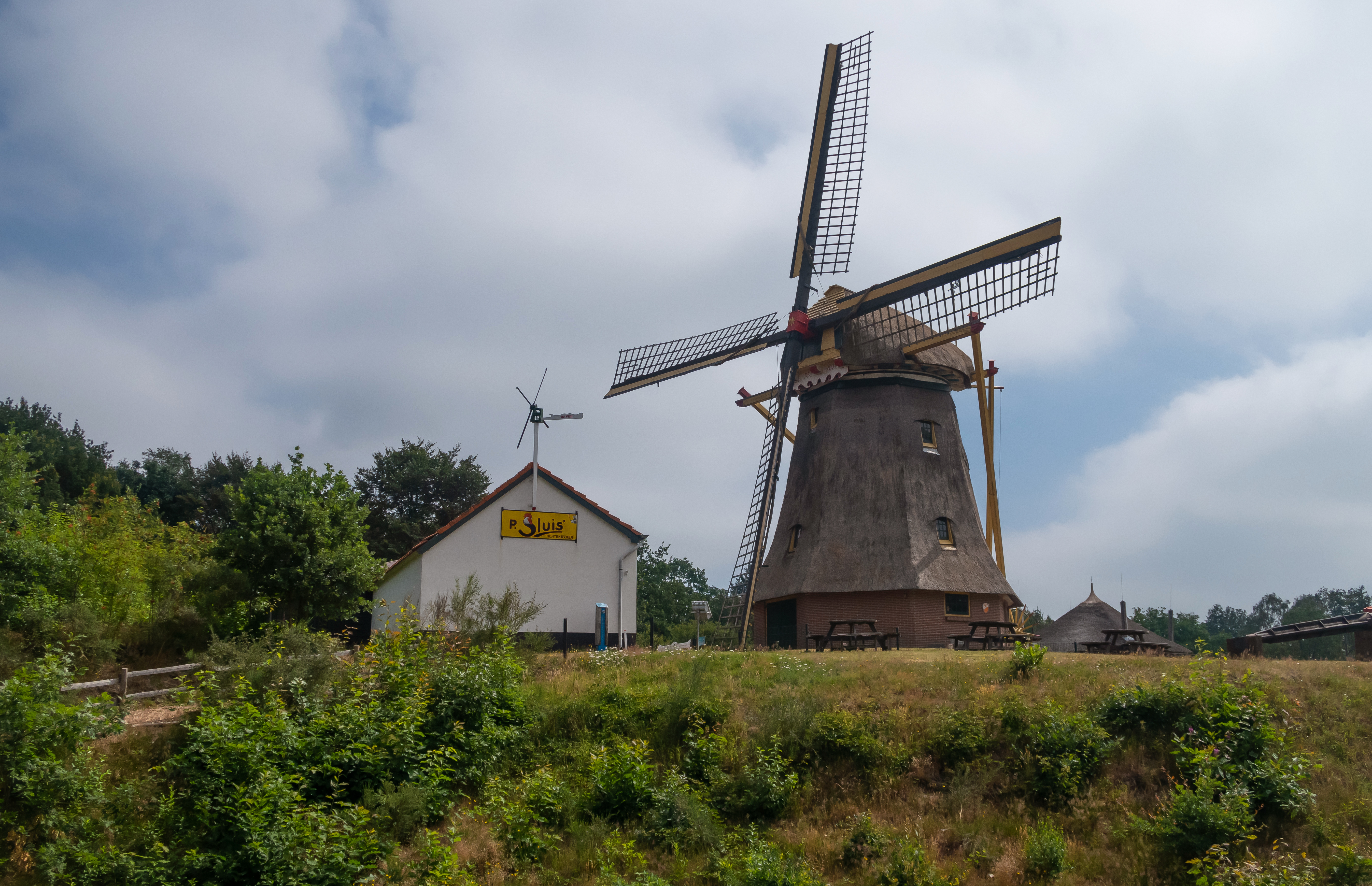
Korenmolen de Vlijt

Rond 1900 telde Wapenveld ongeveer 800 inwoners. Tot aan de Tweede Wereldoorlog groeide Wapenveld uit naar een dorp met 1500 inwoners.
Het dorp kent in zijn geschiedenis twee grote bedrijfsvestigingen:
- AkzoNobel-verffabriek
- De Berghuizer Papierfabriek, een bedrijf met een historie van ruim 170 jaar dat in februari 2008 de deuren definitief sloot. Zij produceerde in haar laatste dagen 650 ton papier per dag en was onderdeel van het Finse papierconcern Stora Enso. Laatstgenoemde liet in oktober 2006 weten nog voor het einde van 2007 de winstgevende Berghuizer Papierfabriek te willen sluiten in verband met het terugbrengen van het papieroverschot op de wereldmarkt. Hierdoor verloren 360 werknemers hun baan. De eerste papiermachine werd stilgelegd in april 2007, de tweede in oktober. In februari 2008 volgde de volledige en definitieve sluiting.

## Molens
In Wapenveld staan twee molens:
- Korenmolen De Vlijt
- De kleine molen De Wielewaal

## Verenigingen en kerken
Wapenveld heeft een uitgebreid verenigingsleven en telt vijf protestantse kerken.
- Elk jaar vindt er op de eerste donderdag in augustus het "hooifeest" in het dorp plaats. Dit is een braderie met allerlei bezienswaardigheden zoals oude beroepen en activiteiten van verschillende verenigingen.
- Sinds 1989 vindt er op de tweede of derde zaterdag in juni het zomerfeest plaats. Er zijn dan allerlei activiteiten in het Stationspark.
- De Padd'ndag, een braderie, wordt de eerste zaterdag van september gehouden in het Stationspark.

## Rijksmonumenten en kunst
- Lijst van rijksmonumenten in Wapenveld
- Lijst van beelden in Heerde

## Voetbalclubs
- WZC Wapenveld, opgericht: 26 augustus 1947, clubkleuren: blauw-wit
- VV Wapenveld, opgericht: 01 mei 1934, clubkleuren: zwart-rood

## Bekende inwoners

### Geboren
- Freddy Veldkamp (1957), dirigent
- Gerard van Velde (1971), langebaanschaatser
- Chris Landman (1981), darter

### Woonachtig geweest
- Hendrik Jan van Duren (1937-2008), landbouwer en politicus (raadslid van Heerde 1963-2006)

## Trivia
- De bijnaam van de Wapenvelders is van oudsher "Padden", er wordt dan ook wel gezegd dat ze een streep op hun rug hebben. Volgens de folkore komt die streep omdat ze met gebogen ruggen de toenmalige plaggenwoningen in moesten lopen.
- Het periodiek van de reünisten van de reformatorische studentenvereniging C.S.F.R. heeft de naam Wapenveld. Deze naam is gekozen omdat het idee voor het blad in het dorp Wapenveld is ontstaan.